# 伯利埃薩海蘭斯 (加利福尼亞州)
伯里埃薩海蘭斯（英語：Berryessa Highlands）是位於美國加利福尼亞州納帕縣的一個非建制地區。該地的面積和人口皆未知。

## 地理
伯里埃薩海蘭斯的座標為38°30′43″N 122°11′33″W / 38.51194°N 122.19250°W，而該地的平均海拔高度為196米（即643英尺）。